# 岡田亜佑美
岡田 亜佑美（おかだ あゆみ、2000年4月18日 - ）は、日本のプロスラックラインライダー。ギボンライダーであり、2017年ギボンカップシーズンチャンピオン。宇都宮市立宝木小学校を卒業後、宇都宮市立陽西中学校、次いで栃木県立宇都宮北高等学校に進学・卒業している。

## 戦歴・受賞歴

### 世界大会
2016年
- ドイツ
  - SLACKLINE MASTERS

2017年
- ドイツ
  - FREESTYLE SLACKLINE MASTERS
  - EUROPEAN OUTDOOR MASTERS
  - WORLD SLACKLINE MASTERS

- アメリカ
  - GoPro Mountain Games

### 国内大会
- 2014年
  - GIBBON CUP 第4戦 長野大会 オープン女子 3位
  - 第5回ギボン日本オープンスラックライン選手権大会 オープン女子 3位
  - GIBBON CUP 第1戦 東京大会 オープン女子 3位
  - GIBBON CUP 第2戦 碧南大会 オープン女子 優勝
- 2015年
  - GIBBON CUP 第1戦 東京大会 オープン女子 準優勝
  - GIBBON CUP 第3戦 四万十大会 オープン女子 4位
  - GIBBON CUP 第4戦 長野大会 オープン女子 優勝
  - 第6回ギボン日本オープンスラックライン選手権大会 オープン女子 3位
- 2016年
  - GIBBON CUP 第１戦 東京大会 オープン女子 3位
  - 第7回ギボン日本オープンスラックライン選手権大会 オープン女子 準優勝
- 2017年
  - GIBBON CUP 第1戦 東京大会 オープン女子 優勝
  - GIBBON CUP 第2戦 山梨大会 オープン女子 優勝
  - GIBBON CUP 第3戦 福岡大会 オープン女子 準優勝
  - 8回ギボン日本オープンスラックライン選手権大会 オープン女子 3位